# Aloe greenii
Aloe greenii là một loài thực vật có hoa trong họ Măng tây. Loài này được Baker mô tả khoa học đầu tiên năm 1880.

## Hình ảnh

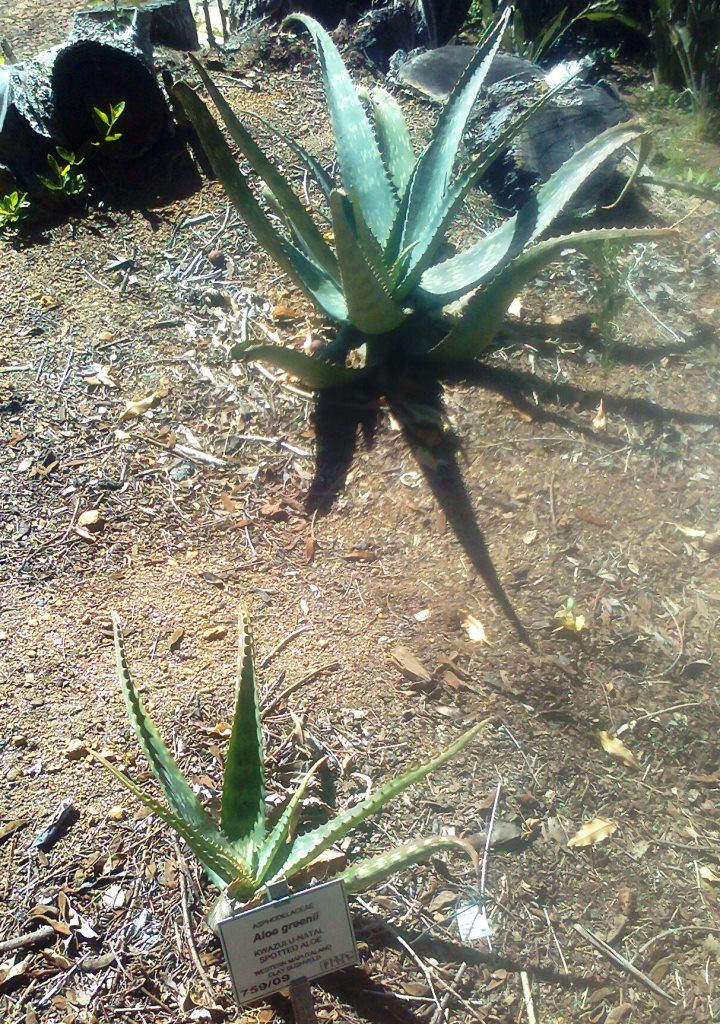
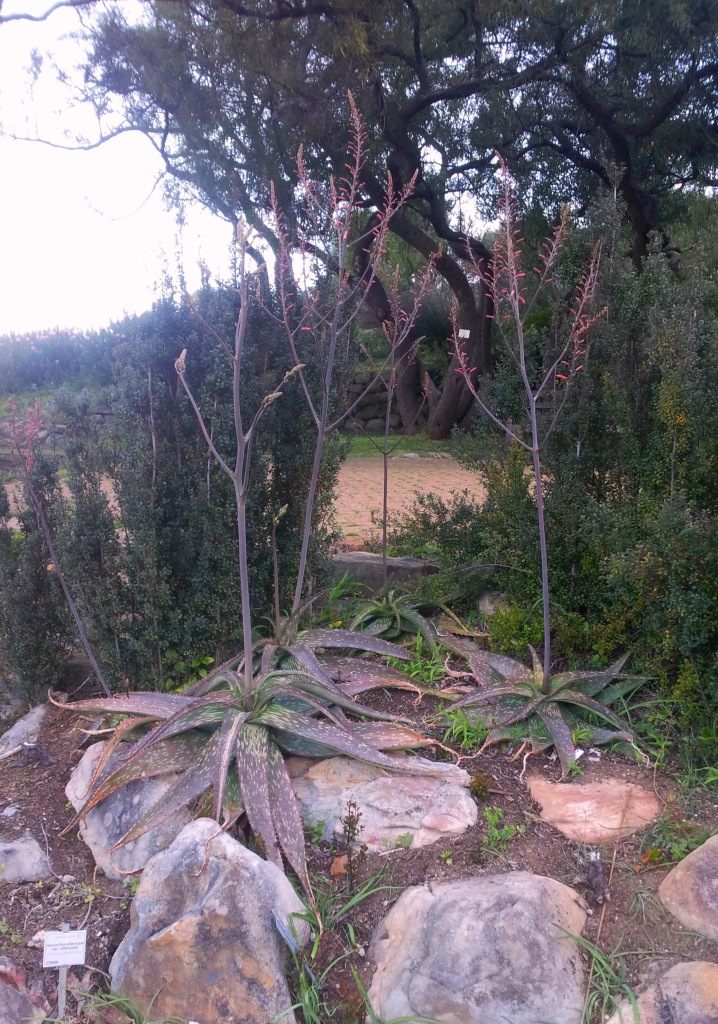
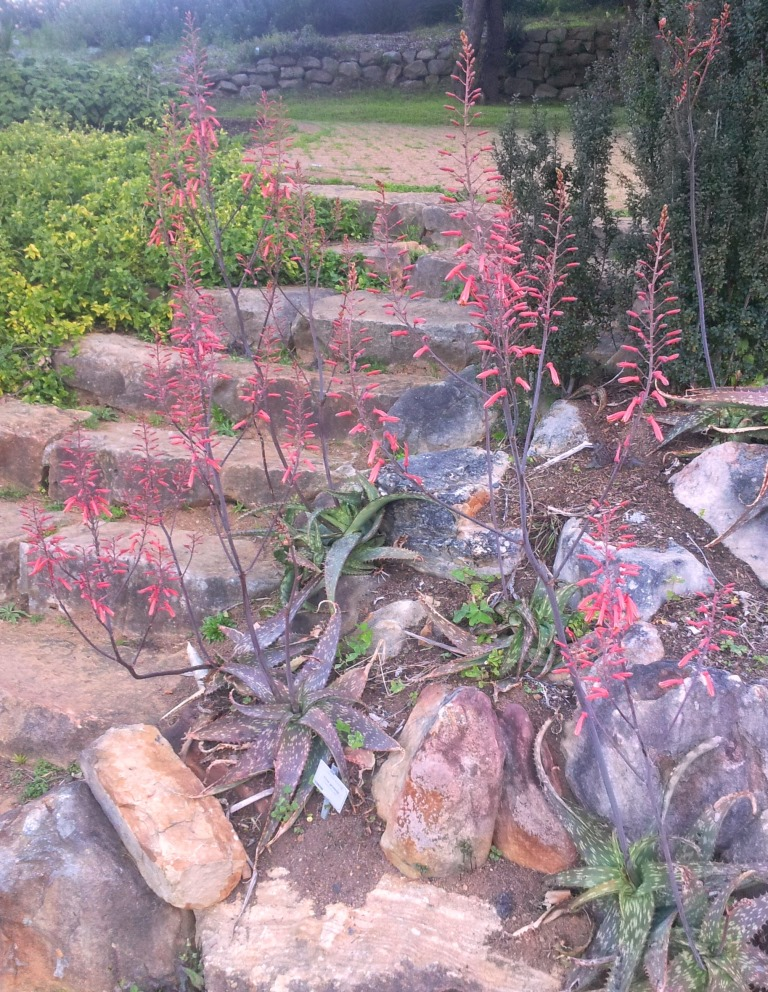